# Bướm hoa hồng
Bướm hoa hồng (Atrophaneura (Pachliopta) pandiyana) là một loài bướm ngày thuộc họ Papilionidae, chi Atrophaneura. Nó giống với loài Atrophaneura aristolochiae nhưng khác ở chỗ nó có đốm trắng lớn hơn ở cánh sau.
Nó là loài đặc hữu của Ấn Độ.
Ấu trùng loài bướm này ăn Thottea siliquosa (Aristolochiaceae).

## Hình ảnh

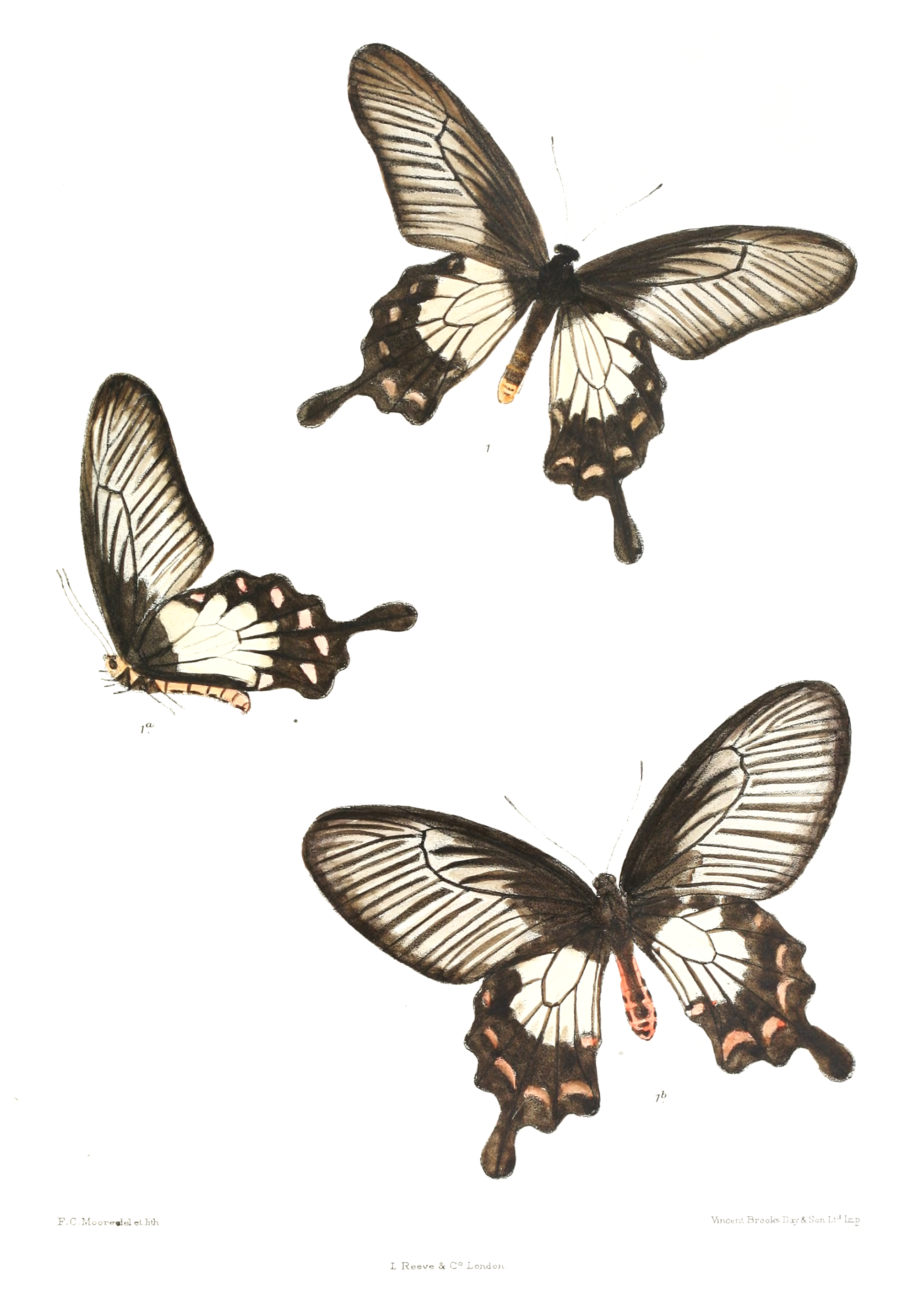
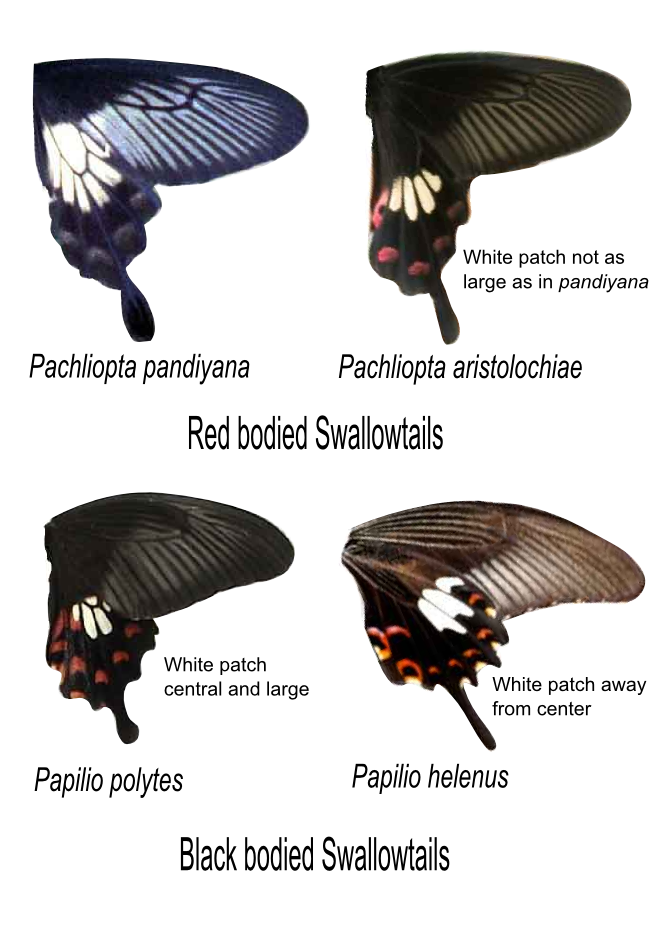
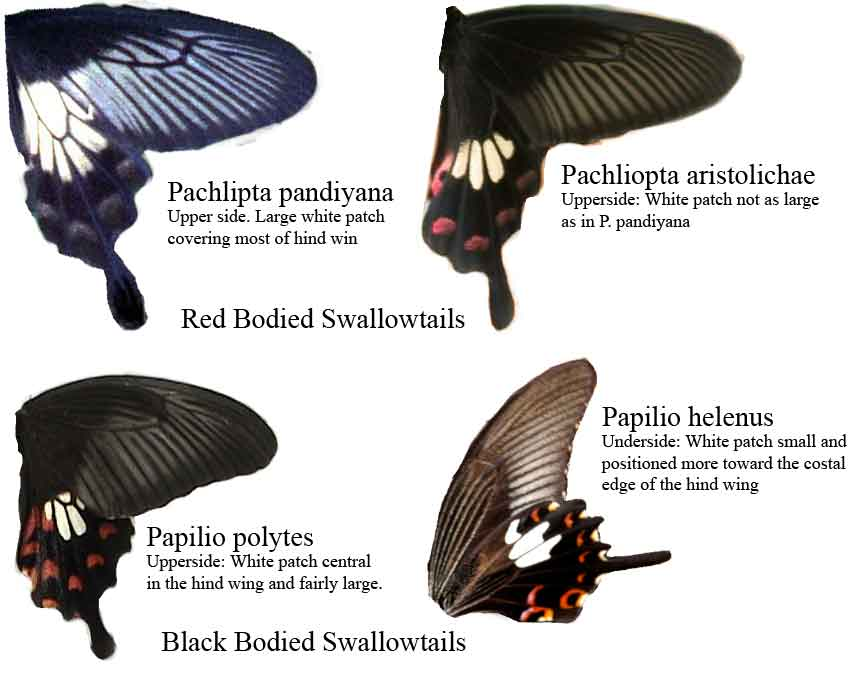